# Alexis Gritchenko
 Alexis Gritchenko (en ukrainien : Грищенко Олексій Васильович), né le 2 avril 1883 à Krolevets dans le gouvernement de Tchernigov (Empire russe) et mort le 28 janvier 1977 à Vence (France), est un peintre ukrainien, aquarelliste, écrivain et critique d'art.

## Biographie
Alexis Gritchenko étudie à Tchernigov, à Kiev, à Moscou dans l'atelier des peintres Constantin Youon et Ilia Machkov.
En 1911, séjournant à Paris, puis en Russie, sans s'inscrire dans un groupe déterminé, il participe à des expositions du Valet de Carreau, de l'Union de la Jeunesse et aussi aux débats relatifs à l'avant-garde russe.
Durant ses séjours en Russie il étudie l'art des icônes. Son ouvrage L'Icône russe au point de vue de la peinture est un des premiers sur le sujet.

## Émigration en France
À l'automne 1919, Gritchenko se rendit à Krolevets, puis à Kiev, puis à Sébastopol, d'où il s'embarqua pour Constantinople, qu'il décrira dans son livre : Deux ans à Constantinople. Journal d'un peintre. Il peignit des vues de la vieille ville de Constantinople et des monuments byzantins. En avril 1921, il se rendit en Grèce. Il peignit des paysages de Delphes, de Corinthe et de Mystra, dont une exposition fut organisée à Athènes.
À l'automne 1921, il arriva à Paris via Marseille et vécut en France à partir de 1921 et participe au Salon d'automne la même année. Douze de ses tableaux de Constantinople furent exposés au Salon, et Fernand Léger les plaça à côté de ses propres œuvres. Un voyage ultérieur en Grèce donna lieu à une exposition au Musée byzantin d'Athènes. Le marchand d'art Paul Guillaume lui présenta Léopold Zborowski, autre célèbre marchand parisien, ami du regretté Amedeo Modigliani. Le Dr Albert Barnes acquit dix-sept tableaux de Gritchenko pour sa collection, aujourd'hui la Fondation Barnes à Philadelphie.
En France, on le retrouve dans le Lot à Menton, à Toulon et en 1932 en Bretagne à Audierne, Saint-Guénolé (Penmarc'h), Belle-Ile.
Participant à de nombreuses expositions d'art russe partout en Europe, il aime en même temps parcourir les pays du Sud : Grèce, Italie, Espagne.
Il se surnomme lui-même « le vagabond ukrainien ». Ses amis ukrainiens ont créé une « fondation Gritchenko » dans le cadre du musée ukrainien de New York .

## Œuvres
La liste ci-après est très incomplète :
- Rochers à Belle-Île (huile sur panneau d'isorel), 1932, musée de la Citadelle Vauban, Belle-Île-en-Mer)
- Les aiguilles de Port Coton à Belle-Île (huile sur panneau d'isorel)[4]
- Baie de Douarnenez (huile sur panneau)[5]
- Le port d'Audierne (1933, Centre Pompidou, Paris)
- Mistra (1921, huile sur carton)[6]
- Les Pyrénées (1952, huile, musée ukrainien de Stamford, Connecticut)[7]
- Trois cyprès (1956, institut ukrainien d'art moderne, Chicago)[8]